# Korsatunturi
Korsatunturi är en kulle i Finland.   Den ligger i den ekonomiska regionen  Fjäll-Lappland  och landskapet Lappland, i den norra delen av landet, 900 km norr om huvudstaden Helsingfors. Toppen på Korsatunturi är 460 meter över havet.
Terrängen runt Korsatunturi är huvudsakligen platt.  Trakten runt Korsatunturi är nära nog obefolkad, med mindre än två invånare per kvadratkilometer. Det finns inga samhällen i närheten. Omgivningarna runt Korsatunturi är i huvudsak ett öppet busklandskap.